# Ola al-Fares
Pour les articles homonymes, voir Farès.
Ola Al-Fares est une journaliste jordanienne,  qui travaille à MBC. Al-Fares est diplômée de l'école secondaire à l'âge de 16 ans, et peu de temps après, elle est diplômée de l'école de droit à 19 ans. Elle a commencé à travailler comme journaliste à l'âge de 17 ans, le magazine britannique OK l'a décrite comme l'une des plus jeunes reporters dans le Moyen-Orient. Elle est la deuxième femme jordanienne la plus suivie sur Twitter après la Reine Rania. Elle a présenté une émission de télévision appelée MBC en une semaine sur la chaîne de Middle East Broadcasting Center. Elle est également la première femme arabe à être montée à Burj Khalifa. Elle a remporté le prix annuel du plus jeune présentateur de télévision arabe le 3 décembre 2015.